# Triphleba brevicilia
Triphleba brevicilia är en tvåvingeart som beskrevs av Mikhailovskaya 1986. Triphleba brevicilia ingår i släktet Triphleba och familjen puckelflugor. Inga underarter finns listade i Catalogue of Life.